# L'Amazone masquée
L'Amazone masquée est un film muet français réalisé par Henri Fescourt et sorti en 1912.

## Fiche technique
- Titre : L'Amazone masquée
- Réalisation : Henri Fescourt
- Société de production :  Société des Etablissements L. Gaumont
- Société de distribution : Comptoir Ciné-Location
- Pays d'origine : France
- Format : Noir et blanc — 35 mm — 1,33:1 — Muet
- Genre : Film dramatique
- Dates de sortie :
  - **  France : 11 novembre 1912

Sources : Bifi et IMDb

## Distribution
- Maurice Vinot
- Sylvette Fillacier
- Georges Melchior
- Madeleine Ramey